# Курди в Німеччині
Курди в Німеччині — це жителі або громадяни Німеччини повністю або частково курдського походження. У Німеччині є велика курдська громада. Кількість курдів, які проживають у Німеччині, невідома. Багато оцінок припускають, що це число становить мільйон. У лютому 2000 року Федеральний уряд Німеччини (Die Bundesregierung) оцінив, що на той час у Німеччині проживало приблизно 500 000 курдів.

## Імміграційна історія
До Німеччини курдські робітники-іммігранти з Туреччини вперше прибули в другій половині 1960-х років. Вони емігрували до Німеччини як «гастарбайтери» (гастарбайтери). З 1970-х і особливо з 1980-х років кількість курдів у Німеччині стрімко зросла. Причини міграції включають кращий рівень життя та роботу в Німеччині, а також політичні заворушення, дискримінацію, переслідування та війни в їхніх рідних країнах.
З початку громадянської війни в Сирії в 2011 році багато сирійських біженців, які прибули до Німеччини, є курдами.

## Міста
Німецькі курди живуть по всій Німеччині, особливо в містах з великою частиною турецького населення. Прикладами є Берлін, Гамбург, Мюнхен, Франкфурт, Штутгарт, Ганновер, Кіль та Ессен.

## Політичне представництво
У політичних партіях Німеччини було кілька політиків курдського походження, які також відкрито вимагали поліпшення ситуації для курдів. Відомими іменами є члени Бундестагу Ґокай Акбулут, Еврім Зоммер або Севім Дагделен, усі члени Die Linke. Мухтерем Арас з Партії зелених є президентом законодавчих зборів землі Баден-Вюртемберг.

### Політична активність

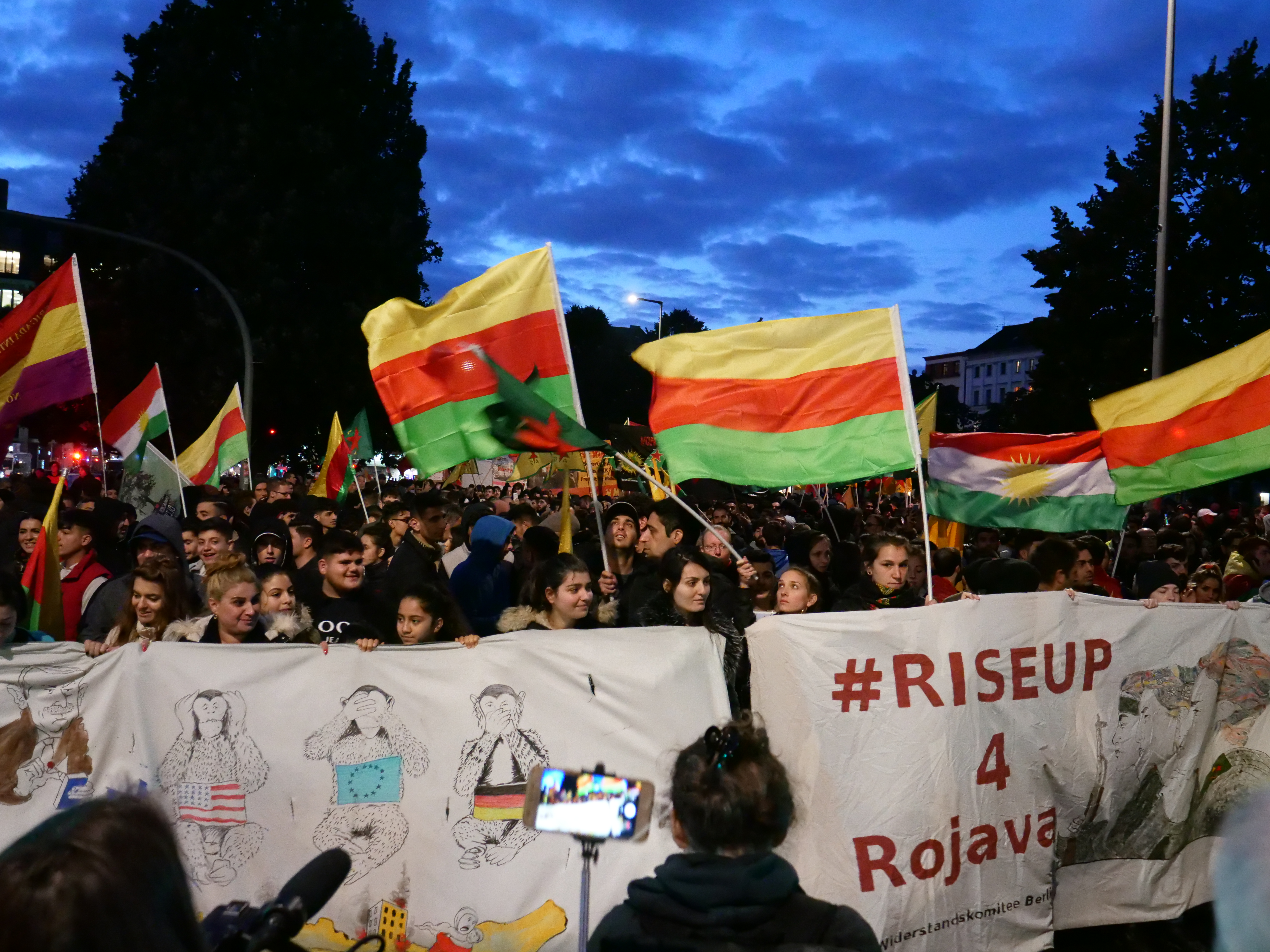
Протест проти військового наступу Туреччини на північний схід Сирії 10 жовтня 2019 року

У 2014 році курди в Німеччині вийшли на марш протесту проти облоги Кобані Ісламською державою Іраку та Леванту.
У 2015 році тисячі курдів у Німеччині вийшли на марш проти авіаударів турецьких ВПС по мирному курдському населенню.
У жовтні 2019 року тисячі німецьких курдів протестували проти турецького наступу на північний схід Сирії у 2019 році.
У листопаді 2023 року близько 4100 осіб (переважно німці курдського походження) протестували проти заборони Робітничої партії Курдистану (РПК) і проти політики Реджепа Таїпа Ердогана.

## Банди
Швейцарські газети Blick і Neue Zürcher Zeitung стверджували, що курдська банда/мотоклуб «Sondame», який нібито «бореться» за вільний Курдистан, був створений у Штутгарті, і в 2015 році він налічував близько 1000 осіб. Члени в Німеччині та Швейцарії. Група маловідома, а її існування викликає суперечки. Інші курдські мотоциклетні клуби та банди включають Медійну імперію та Червоний легіон.

## Права жінок

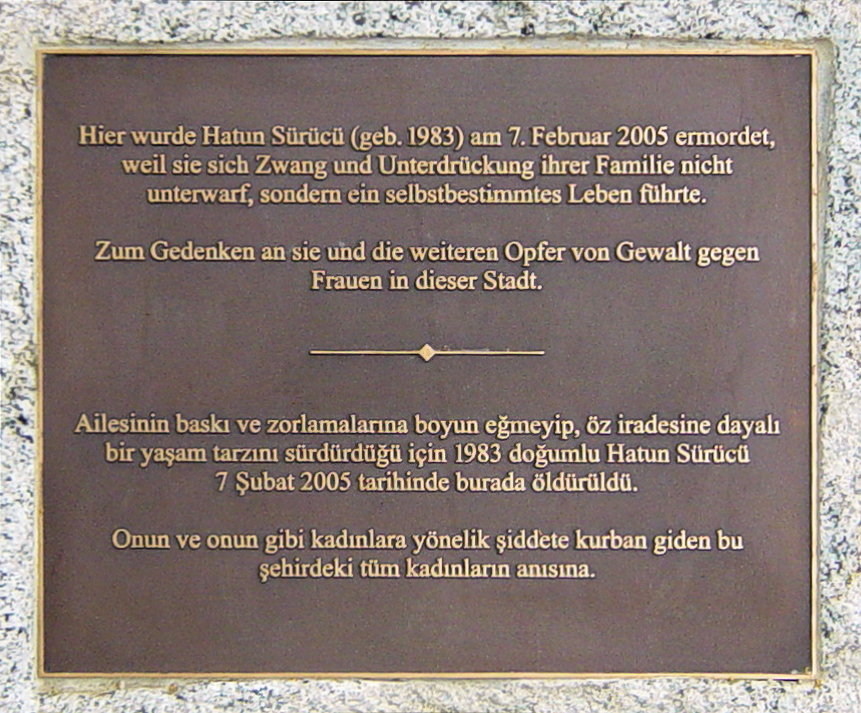
Меморіальна дошка Hatun Sürücü в Берліні, Німеччина. Курдська жінка з Туреччини була вбита своїми братами у віці 23 років у вбивстві честі.

Серед курдської діаспори в Німеччині повідомлялося про деякі випадки вбивства честі. У березні 2009 року курдська іммігрантка з Туреччини Гюльсюм С. була вбита через стосунки, які не відповідали планам її сім'ї щодо шлюбу за домовленістю. У 2016 році курдську жінку застрелили на весіллі в Ганновері після того, як вона відмовилася вийти заміж за свого двоюрідного брата.